# 荣嫔 (嘉庆帝)
荣嫔（18世纪—1826年），梁佳氏，內務府上三旗包衣出身。员外郎光保之女，清朝嘉庆帝之嬪。

## 生平
梁氏於藩邸侍嘉親王永琰，未知具體日期，僅知乾隆六十年，皇太子位下有皇太子妃喜塔腊氏、皇太子側妃鈕祜祿氏與官女子二位。由於這兩位官女子即為劉佳氏和侯佳氏，可見梁氏或在皇太子登極前不久被其寵幸。
嘉庆元年正月初一日已封為榮常在。嘉慶十一年正月晉為榮貴人。
嘉庆二十五年（1820年）七月嘉庆帝逝世。同年十二月丙午，新登基的道光帝按惯例晋封恩贵人、荣贵人和安常在三位庶母，荣贵人被尊封为皇考荣嫔，與如貴妃鈕祜祿氏同居寿中宫。根据内务府呈递的满文奏折来看，荣嫔和荣贵人的“荣”字并没有进行翻译，在满文中只写为“rung”，这表示“荣”并不是封号，而是称呼。可能是跟荣嫔本身姓氏或者名字相关的字。
道光六年五月初十日辰时薨逝。道光七年二月二十八日奉安昌陵妃园寝。

## 影视作品
- 電視劇

| 年份 | 劇名     | 演員   | 剧中姓名  | 劇中稱謂 |
| 2004 | 金枝欲孽 | 何慕琪 | 沈佳·欣榮 | 榮嬪     |